# Musza Gilanyijevics Jevlojev
Musza Gilanyijevics Jevlojev (orosz neve: Муса Гиланиевич Евлоев) (1993. március 31. –) orosz kötöttfogású birkózó. A 2018-as birkózó-világbajnokságon a döntőbe jutott 97 kg-os súlycsoportban, kötöttfogásban. A 2017-es birkózó világbajnokságon ezüstérmet nyert 98 kg-ban, kötöttfogásban.

## Sportpályafutása
A 2018-as birkózó-világbajnokságon a döntőbe jutott. Ellenfele a bolgár Kiril Milov volt.